# Philharmonisches Staatsorchester Halle
La "Philharmonisches Staatsorchester Halle" fue una orquesta sinfónica de Halle que existió desde 1946 hasta 2006, que funcionó como orquesta de concierto y que fue apoyada por última vez principalmente por el Estado federado de Sajonia-Anhalt. Como resultado de la fusión con la Orchester des Opernhauses Halle [de], la Orquesta se fusionó con la Staatskapelle Halle en 2006.
Fue fundada en 1946 por Arthur Bohnhardt [de] con el nombre de "Hallisches Sinfonie-Orchester" y posteriormente funcionó con distintos nombres. Después de que la Academia de Canto Robert Franz se uniera a ella en 1953 y Hermann Abendroth se convirtiera en director honorario, se fundó la Orquesta Sinfónica de Halle. Abendroth se convirtió en director honorario, y pasó a ser una de las tres orquestas sinfónicas estatales de la RDA en 1954.

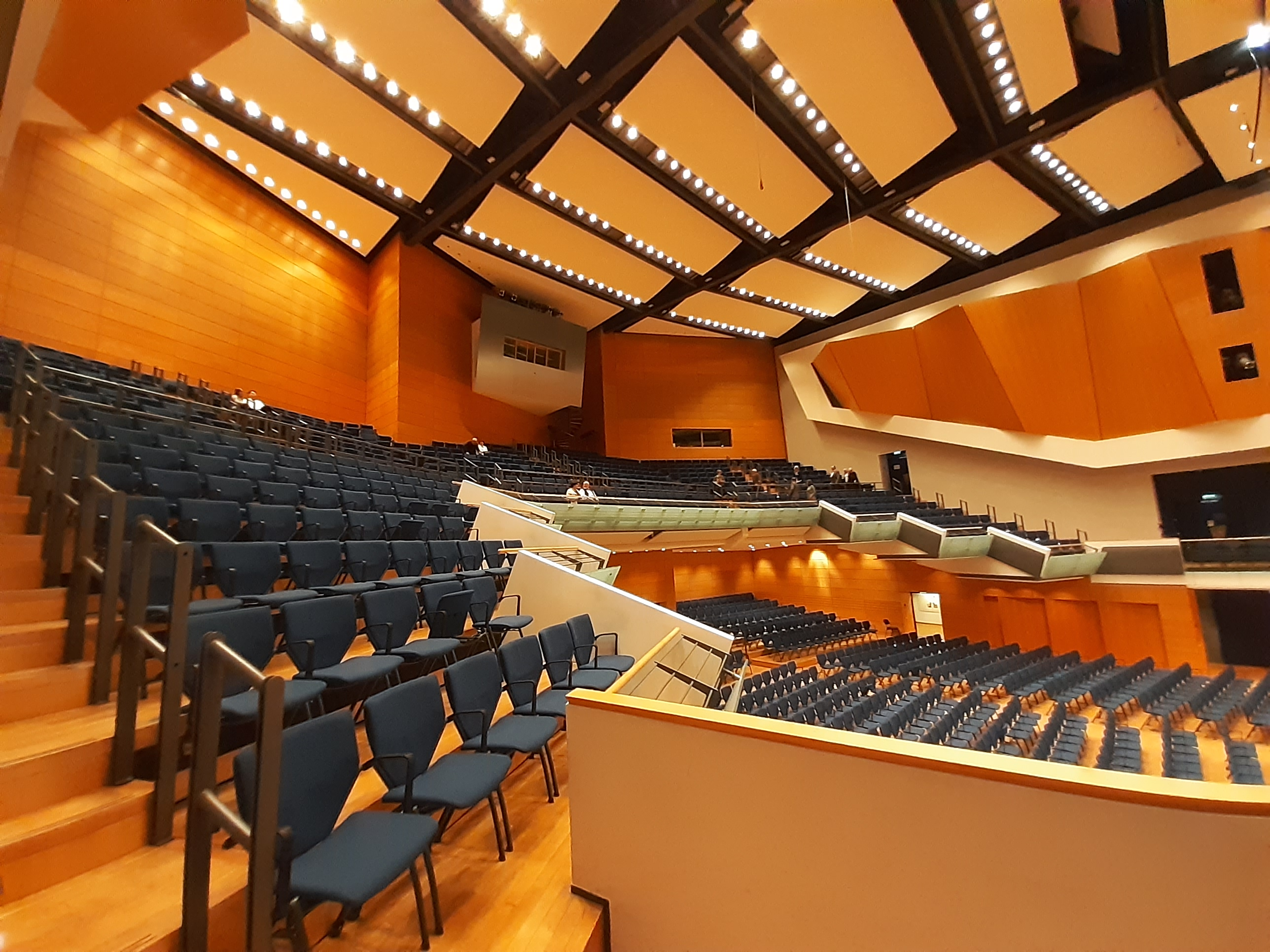
Händel-Sala Interior

La orquesta vivió su apogeo bajo el director titular Olaf Koch, que llevó a la Hallesche Philharmonie al reconocimiento nacional en las décadas de 1970 y 1980. La orquesta estrenó varias obras de la Neue Musik. A partir de 1979, el vanguardista Ensemble Konfrontation [de] marcó la pauta con su serie del mismo nombre. La Philharmonie fue galardonada en varias ocasiones con el Premio Handel del distrito de Halle.
Tras la Revolución Pacífica, la orquesta fue elevada a Staatsorchester y dirigida por el Generalmusikdirektor Heribert Beissel. Directores de orquesta de renombre como Bernhard Klee (1999/2000) y Wolf-Dieter Hauschild (2001-2004) trabajaron ahora como directores en Halle. A partir de 1998, la sede permanente fue el Georg-Friedrich-Händel-Halle.

## Nombres
- 1946-1949: Orquesta Sinfónica de Hall (Hallisches Sinfonie-Orchester)
- 1949-1952: Orquesta Popular del Estado de Sajonia-Anhalt (Landes-Volksorchester Sachsen-Anhalt)
- 1952-1954: Orquesta Sinfónica del Estado de Sajonia-Anhalt (Landes-Sinfonieorchester Sachsen-Anhalt)
- 1954-1972: Orquesta Sinfónica Estatal de Halle (Staatliches Sinfonieorchester Halle)
- 1972-1991: Orquesta Filarmónica de Halle (Hallesche Philharmonie)
- 1991-2006: Orquesta Filarmónica del Estado de Halle (Philharmonisches Staatsorchester Halle)

## Historia
- Arthur Bohnhardt (1946-1949)  Tras la reapertura de la Ópera de Halle, la Orchester des Opernhauses Halle se dedicó a ensayar obras escénicas y orquestales, por lo que surgió la necesidad de una orquesta de entretenimiento.[1] El segundo Kapellmeister de la Ópera de Halle, Arthur Bohnhardt, aprovechó ahora la oportunidad y formó una orquesta de cuerda en abril de 1946, que dio su primer concierto el Viernes Santo en la Iglesia de St. Laurentius [de]. Bohnhardt actuó entonces con su orquesta bajo diversos nombres, llegando a un público más amplio por primera vez en julio de 1946 en el patio del Moritzburg como Halliches Sinfonie-Orchester.[1]  En septiembre de 1946, en una reunión de la Administración Provincial de Sajonia del Departamento de Arte y Literatura y de la Oficina Municipal de Educación Popular, se decidió el Viernes Santo para la orquesta. Tras la fundación de la Staatliche Hochschule für Theater und Musik Halle [de], la orquesta funcionó también como Hochschulorchester [de].  El primer gran concierto sinfónico se celebró en enero de 1948 en la sala del Volkspark [de].[1] Sin embargo, los "esfuerzos por conseguir un mayor reconocimiento" fueron acompañados de "presiones políticas", como resumió la cronista Susanne Baselt. A finales de año, la Deutsche Volksbühne se convirtió en patrocinadora de los conciertos sinfónicos.[1] Tras la dimisión de Bohnhardt en febrero de 1949, el Kapellmeister Heinz Hofmann asumió inicialmente la dirección de la orquesta de forma provisional. En particular, Alfred Hetschko [de], en ese momento asesor musical del Ministerio de Educación Nacional del estado de Sajonia-Anhalt, inició entonces el cambio de nombre a "Landes-Volksorchester Sachsen-Anhalt" en el Landtag de Sajonia-Anhalt.
- Walter Schartner (1949/50)  En septiembre de 1949, el antiguo director musical del Stadttheater Halle, Walter Schartner, asumió el cargo de director principal. Dado que todos los músicos habían abandonado la orquesta, los puestos ahora vacantes se cubrieron en parte con un personal adicional procedente de Dresde y de la Loh-Orchester Sondershausen [de]. Entre otras cosas, Schartner incluyó en el programa un ciclo de Beethoven en siete partes. Con la llamada de Schartner a Weimar, Heinz Hofmann volvió a intervenir como director en funciones.  Baselt hizo ver una "influencia política directa del partido y del Estado" sobre el sucesor de Schartner. Después de Waldemar Steinhardt, de Herzberg, y Werner Gößling, de Bielefeld, el comité de búsqueda se decidió por este último.

## Bibliographia
- Susanne Baselt: Chronik des Philharmonischen Staatsorchesters Halle. Part I: 1946 bis 1964. Edited by the direction of the Philharmonische Staatsorchesters Halle, Halle (Saale) 1999.
- Gisela Heine: Das Philharmonische Staatsorchester Halle. G. Heine, Halle (Saale) 1997.
- Gisela Heine: Tradition und Moderne. 50 Jahre Staatsorchester Halle. In das Orchester 1/1997, p. 44.
- Konstanze Musketa: Musikgeschichte der Stadt Halle: Führer durch die Ausstellung des Händel-Hauses. Händel-Haus, Halle an der Saale 1998, ISBN 3-910019-13-7, pp. 82f., 86, 107f.
- Gilbert Stöck: Neue Musik in den Bezirken Halle und Magdeburg zur Zeit der DDR. Kompositionen, Politik, Institutionen. Schröder, Leipzig 2008, ISBN 978-3-926196-50-7, pp. 247ff.